# چوگان در ایران
چوگان یکی از قدیمی‌ترین ورزشهای جهان است که ریشه آن به ایران باستان برمی‌گردد. این ورزش تاریخی که تلفیقی از مهارت‌های سوارکاری و بازی با چوب و توپ است، از دوران هخامنشیان و شاید پیش از آن در ایران رواج داشته و بعدها به دیگر نقاط جهان گسترش یافته است. چوگان نه تنها به عنوان یک بازی مهارتی و جنگی، بلکه به عنوان نمادی از فرهنگ و تمدن ایران مطرح بوده و از گذشته‌های دور در زندگی اشراف، شاهان، و مردمان ایران جایگاه ویژه‌ای داشته است.

## تاریخچه
منابع تاریخی و ادبی گواه آن هستند که چوگان ریشه‌ای عمیق در تاریخ ایران دارد. شواهد باستان‌شناسی و متون تاریخی نشان می‌دهند که این بازی نخستین بار حدود ۲۵۰۰ سال پیش در زمان هخامنشیان به عنوان یک ورزش ملی و نمادی از مهارت‌های جنگی و سوارکاری رواج داشته است. چوگان علاوه بر یک بازی ورزشی، وسیله‌ای برای تربیت جوانان جنگاور و تقویت سوارکاری بود.
در دوره ساسانیان، چوگان به اوج شکوفایی خود رسید و به یکی از سرگرمی‌های محبوب دربارهای سلطنتی تبدیل شد. پادشاهان ساسانی، به ویژه یزدگرد سوم و خسرو پرویز، به این بازی علاقه زیادی داشتند و اغلب در میدان‌های چوگان بازی می‌کردند. این دوره از تاریخ ایران، زمانی بود که چوگان به عنوان یک ورزش رسمی در دربارها و مراسم‌های سلطنتی رواج یافت و جایگاه خود را به عنوان یکی از نشانه‌های اصالت و فرهنگ ایرانی تثبیت کرد.

### ریشه‌های ایرانی چوگان
چوگان به عنوان یکی از کهن‌ترین ورزش‌های ایران، از دیرباز نشانه‌ای از هنر سوارکاری و مهارت‌های جنگی ایرانیان بوده است. استفاده از اسب، چوب چوگان و توپ در این بازی، باعث تقویت مهارت‌های سوارکاری و توانایی‌های رزمی می‌شد. اسب‌های ایرانی که از نژادهای برتر و مشهور در جهان بودند، در بازی چوگان نقش محوری داشتند. به همین دلیل، چوگان نه تنها یک بازی بلکه نوعی تربیت جنگاوران و فرماندهان نظامی بود که به تقویت مهارت‌های جنگی و سرعت عمل کمک می‌کرد.
در اساطیر و داستان‌های حماسی ایران، چوگان نیز حضوری پررنگ دارد. شاهنامه فردوسی که یکی از مهم‌ترین منابع ادبی و تاریخی ایران به‌شمار می‌رود، بارها به بازی چوگان اشاره کرده است. از جمله در داستان رستم و سهراب و کیخسرو، چوگان به عنوان نمادی از مهارت و قدرت شاهان و پهلوانان ایرانی مطرح می‌شود. این بازی در دوره ساسانیان به یک سرگرمی رایج دربار تبدیل شد و شاهان ساسانی با برگزاری مسابقات چوگان، قدرت و مهارت خود را به نمایش می‌گذاشتند.

## گسترش چوگان
چوگان از ایران به دیگر نقاط جهان، به ویژه هند، چین، و مصر گسترش یافت. در زمان فتوحات اسلامی، این ورزش توسط مسلمانان به خاورمیانه و سپس به اروپا منتقل شد. ارتش‌های اسلامی که در فتوحات خود با فرهنگ ایرانی آشنا شدند، این بازی را در نقاط مختلف جهان اسلامی رواج دادند.
در دوره صفویان، چوگان به یکی از سرگرمی‌های اصلی دربار صفوی تبدیل شد. در این دوره میدان‌های چوگان متعددی در اصفهان و دیگر شهرهای بزرگ ایران ساخته شد که مهم‌ترین آن میدان معروف نقش جهان در اصفهان است. میدان نقش جهان که در زمان شاه عباس کبیر بنا شده است، به عنوان یکی از بزرگ‌ترین و زیباترین میدان‌های چوگان در جهان شناخته می‌شود. این میدان شاهد برگزاری مسابقات متعدد چوگان در دربار صفوی بوده و امروزه نیز این میدان به عنوان یکی از آثار تاریخی و میراث فرهنگی ایران شناخته می‌شود.

## داستان‌های تاریخی
داستان‌های تاریخی و حماسی بسیاری در ادبیات ایران به بازی چوگان اشاره دارند. یکی از معروف‌ترین این داستان‌ها، مربوط به کیخسرو، پادشاه افسانه‌ای ایران است. در شاهنامه فردوسی، کیخسرو در نوجوانی به چوگان‌بازی می‌پردازد و مهارت خود را به نمایش می‌گذارد. این داستان‌ها نشان‌دهنده اهمیت چوگان در تربیت و آموزش شاهان و پهلوانان ایرانی است.
همچنین، روایت‌هایی از علاقه خسرو پرویز به چوگان وجود دارد. او یکی از پادشاهان ساسانی بود که به‌طور منظم به این بازی می‌پرداخت و میدان‌های چوگان بزرگی را در دربار خود برپا می‌کرد. خسرو پرویز به دلیل علاقه فراوان به اسب‌سواری و چوگان، مسابقات بزرگی در حضور اشراف و درباریان برگزار می‌کرد و این بازی را به عنوان نمادی از قدرت و ثروت دربار ساسانی رواج داد.
در ادبیات فارسی، اشعار و متون بسیاری به چوگان و اسب‌سواری اشاره دارند. نظامی گنجوی در کتاب خسرو و شیرین، به صحنه‌هایی از چوگان‌بازی خسرو پرویز اشاره کرده و این ورزش را به عنوان یکی از سرگرمی‌های شاهانه به تصویر کشیده است.

## چوگان در دوران معاصر
با گذشت زمان، اهمیت چوگان در ایران کاهش یافت، اما همچنان به عنوان بخشی از میراث فرهنگی کشور باقی ماند. امروزه چوگان نه تنها به عنوان یک ورزش، بلکه به عنوان یک هنر ملی و تاریخی در ایران شناخته می‌شود. تلاش‌های زیادی برای احیای این ورزش در ایران صورت گرفته است و مسابقات چوگان در برخی مناطق کشور دوباره برگزار می‌شوند.
در سال ۲۰۱۷، یونسکو چوگان را به عنوان میراث فرهنگی ناملموس ایران به ثبت رساند. این اقدام نشان‌دهنده اهمیت چوگان در تاریخ و فرهنگ ایران و تأثیر آن بر توسعه ورزش‌های سوارکاری در جهان است.